# Independencia (paroisse civile de Táchira)
Pour les articles homonymes, voir Independencia.
Independencia est l'une des trois paroisses civiles de la municipalité d'Independencia dans l'État de Táchira au Venezuela. Sa capitale est Capacho Nuevo.